# Johannes Regiomontanus
Johannes Müller Regiomontanus, född 6 juni 1436 i eller invid Königsberg in Bayern i nuvarande Landkreis Haßberge i Unterfranken, död 6 juli 1476 i Rom, var en tysk matematiker och astronom. Namnet Regiomontanus kommer av en latiniserad namnversion av födelseorten.

## Biografi
Regiomontanus studerade först i Leipzig, sedan för Georg Peurbach i Wien, där han 1458 började föreläsa i matematiska ämnen. På inbjudan av kardinal Bessarion åtföljde han denne 1461 till Rom, huvudsakligen för att där genom studium av grekiska språket förbereda sig att utge Ptolemaios Almagest. Regiomontanus stannade i Italien flera år under vistelse i olika städer, bland annat Padua, där han även föreläste i matematik. Till följd av stridigheter med en litterär antagonist, Georg av Trabezon, lämnade han 1468 Rom och återvände till Wien, varifrån han dock snart begav sig till Ungern och inträdde i kung Mattias Corvinus tjänst. På grund av de oroliga tiderna flyttade han 1471 till Nürnberg, där han genom den rike patriciern Bernhard Walthers frikostighet sattes i stånd att anlägga ett astronomiskt observatorium med dyrbara instrument, en mekanisk verkstad för deras förfärdigande samt ett boktryckeri. Sysselsatt med astronomiska observationer och litterära arbeten, levde han där till 1475, då han av påven Sixtus IV kallades till Rom for att biträda vid genomförande av den tilltänkta kalenderreformen, och avled där, enligt en uppgift av pest, enligt en annan mördad genom gift. 
Under sin korta levnad hann Regiomontanus fullborda och utge flera arbeten, men ännu flera sådana var vid hans död outgivna, av dem några endast delvis fullbordade, andra endast planlagda. Inte heller hans avsikt att jämte sina egna arbeten utge en samling av äldre matematikers arbeten hann sättas i verket. Hans vetenskapliga kvarlåtenskap övergick i den ovannämnde Walthers ägo, efter vars död den skingrades och delvis förstördes.

## Matematik

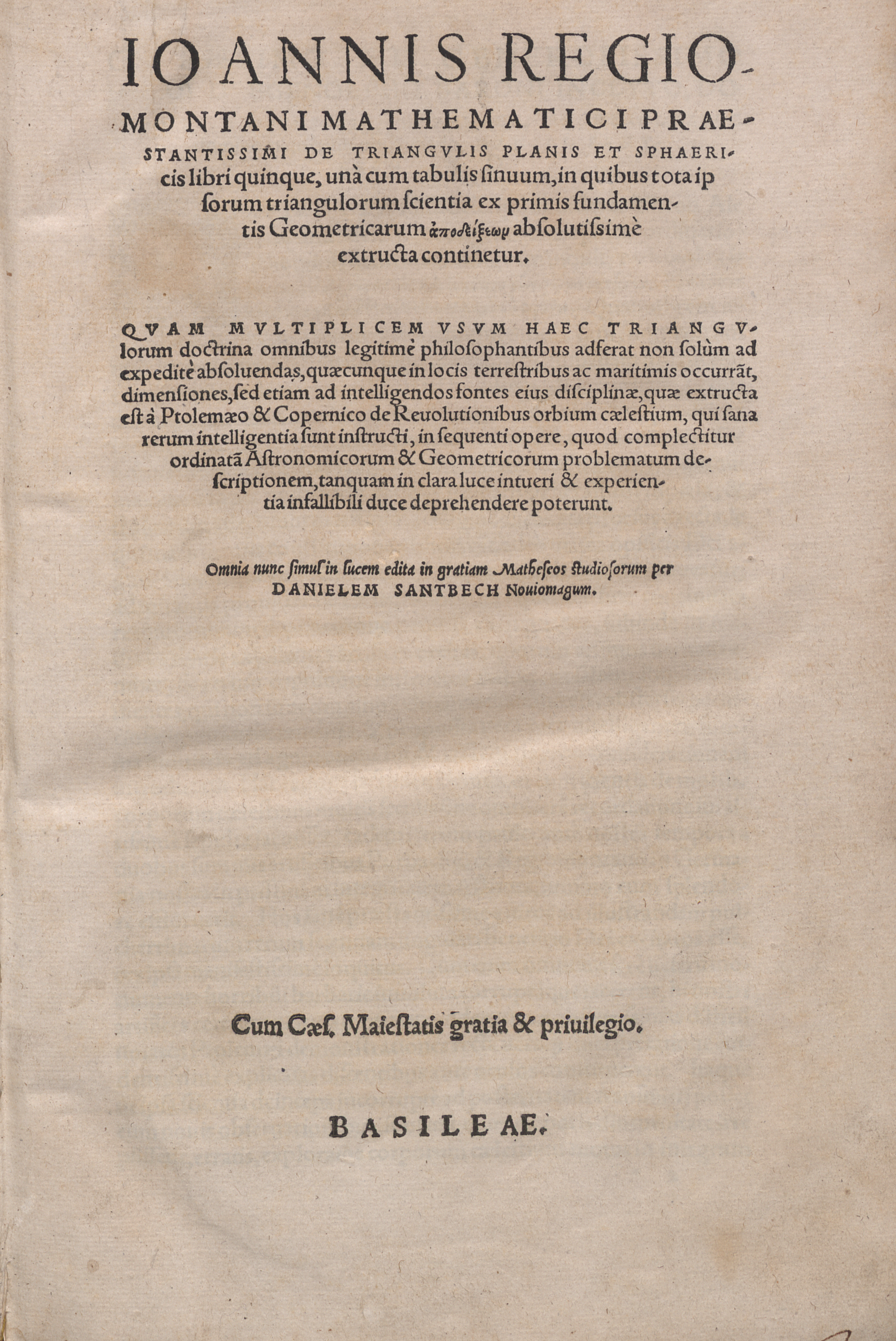
De triangulis planis et sphaericis libri

Som matematiker arbetade Regiomontanus främst med trigonometri. Genom sin skrift De triangulis omnimodis gav han en ny form åt denna gren av matematiken. Inom den plana trigonometrin uppställde han först det så kallade sinusteoremet; inom den sfäriska löste han för första gången problemet att bestämma en sfärisk triangels sidor, då dess tre vinklar är givna. Han utarbetade även nya trigonometriska tabeller, sinustabeller. Även flera andra delar av den rena matematiken utgjorde föremål för Regiomontanus undersökningar. Så sysselsatte han sig med obestämda ekvationer i sammanhang med studier för en tilltänkt översättning av Diofantos arbete och med teorin för stjärnpolygoner. Vidare löste han åtskilliga för den tiden ganska svåra algebraiska och geometriska problem, bland annat problemet att av fyra givna linjer konstruera en fyrhörning, som kan inskrivas i en cirkel. Han angav en metod att approximativt kvadrera cirkeln och vederlade Nicolaus Cusanus försök till en exakt cirkelkvadratur.

## Astronomi
Även för astronomin har Regiomontanus verksamhet varit av stor betydelse. Genom de utmärkta astronomiska instrument han hade till sitt förfogande och av vilka flera var uppfunna eller förbättrade av honom, kunde han utföra observationer med förut okänd noggrannhet, vilka han använde för uträknande av astronomiska tabeller. Bland dessa bör nämnas hans Ephemerides ab anno 1475 ad annum 1506 (1474), de första i sitt slag och senare använda som mönster för alla följande efemerider. Dessa efemerider innehöll geografiska koordinater för de viktigaste orterna, en utförlig kalender, förteckning över förmörkelser, tabeller över solens, månens och planeternas longituder samt månens latituder. De var av stor betydelse för navigationen och underlättade väsentligen de geografiska upptäcktsresorna vid medeltidens slut genom noggrannheten i ortsbestämningar. 
I samband med efemeriderna kan nämnas de kalendrar Regiomontanus gav ut till allmänt begagnande. Den första nu kända bland dessa trycktes 1473, både på tyska och latin, med titeln Kalendarium novum. Regiomontanus kalendrar innehöll även kalendariografiska uppsatser, gnomonik, uppgifter om olika orters polhöjd, tabeller över förmörkelser gällande för flera år och så vidare. 
Bland resultaten av Regiomontanus praktiskt astronomiska verksamhet intar även hans kometobservationer en framstående plats, så mycket mera som ingen före honom hade haft någon klar föreställning om kometernas verkliga natur. Regiomontanus utförde noggranna iakttagelser särskilt rörande 1472 års komet, bestämde lägena för olika tidpunkter, svansens längd och parallaxen, vilken han fann uppgå till nära 3°. 
Den översättning av Almagest, som Regiomontanus länge arbetat med, hann han inte avsluta. Enligt tidens sed ägnade han sig även åt astrologiska arbeten och utgav skrifter till ledning vid dylika beräkningar, vilka sedan flera gånger omtrycktes ända in på 1600-talet. 
Under arbetet med Almagest pekade han på svagheter i Ptolemaios jordcentrerade teorier. Trots att Almagest då var 1.300 år gammal var dess innehåll fortfarande den ledande skriften vad gäller universum. Regiomontanus kritik kom därför att bli det första steget emot föreställningen om att jorden var universums medelpunkt.

## Utmärkelser
Asteroiden 9307 Regiomontanus är uppkallad efter honom.